# 哥德堡交响乐团
哥德堡交响乐团（英語：Gothenburg Symphony Orchestra，簡寫為GSO）是一个总部设在哥德堡的瑞典交响乐团，该乐团常驻位于哥德堡音乐厅，在瓦拉音乐厅设有第二个常驻舞台并在此进行客座演出。自1984年以来，该乐团每年夏季都将在哥塔普拉森和森林公园进行演奏。哥德堡交响乐团于1997年获得了“瑞典国家管弦乐团”（瑞典語：Sveriges Nationalorkester）的称号。

## 历史
哥德堡交响乐团成立于1905年，海因里希·哈默（Heinrich Hammer）是该乐团的第一任指挥。1907年至1922年，瑞典作曲家威爾海姆·斯丹哈默是该乐团的第二任指挥。除了由斯丹哈默指挥演奏自己的作品外，芬兰作曲家西贝柳斯和丹麦作曲家卡爾·尼爾森经常定期以客座指挥的身份指挥哥德堡交响乐团演出。该乐团在随后的几年里时起时落，直到1982年由爱沙尼亚指挥家尼姆·耶爾維接棒成为首席指挥，哥德堡交响乐团才重新步入正轨。尽管哥德堡交响乐团拥有广泛的曲目选择和设置，但其对北欧晚期浪漫主义作曲家的作品有着特殊的亲和力，如西贝柳斯和爱德华·格里格的音乐作品。耶爾維是该乐团任期时间最长的首席指挥，他于1982年执棒直至2004年。在耶爾維担任该乐团首席指挥期间，哥德堡交响乐团在世界舞台上的声誉大大提高。在耶爾維的努力之下，该乐团得到了来自沃尔沃的赞助，使得该乐团的规模得以扩充；哥德堡交响乐团同时也与德意志留聲機唱片公司签订了录音合同。耶爾維现为哥德堡交响乐团的荣休首席指挥（Chefdirigent Emeritus）。
古斯塔沃·杜达梅尔曾于2007年至2012年担任哥德堡交响乐团首席指挥，现为名譽指揮。。该乐团过去的首席客座指挥有诺曼·德尔·马尔和克里斯蒂安·查哈里亞斯，其中德尔·马尔于1968年至1973年担任该乐团的常任客座指挥。从2013-2014演出季开始，美籍日裔指揮家長野健成为哥德堡交响乐团的首席客座指挥和艺术顾问，并签订了为期三年的合同。2016年5月，哥德堡交响乐团宣布任命芬兰指挥家桑图-马蒂亚斯·鲁瓦利为下一任首席指挥，并签订了从2017-2018演出季生效的为期四年的合同。2019年5月，该乐团宣布将鲁瓦利的合同延长至2025年。

## 历任指挥
- 海因里希·哈默（1905年-1907年）
- 威爾海姆·斯丹哈默（1907年-1922年）
- 蒂勒·朗斯特伦（英语：Ture Rangström）（1922年-1925年）
- 托尔·曼（英语：Tor Mann）（1925年-1939年）
- 伊赛·多布罗文（英语：Issay Dobrowen）（1941年-1953年）
- 查爾斯·迪安·狄克遜（1953年-1960年）
- 斯滕·弗吕克贝里（瑞典语：Sten Frykberg）（1960年-1967年）
- 塞尔久·科米申纳（英语：Sergiu Comissiona）（1967年-1973年）
- 西克斯滕·埃尔林（英语：Sixten Ehrling）（1974年-1976年）
- 夏爾·杜特華（1976年-1979年）
- 尼姆·耶爾維（1982年-2004年）
- 马里奥·文扎戈（英语：Mario Venzago）（2004年-2007年）
- 古斯塔沃·杜达梅尔（2007年-2012年）
- 桑图-马蒂亚斯·罗瓦利（英语：Santtu-Matias Rouvali）（2017年-至今）